# Can Niceto
Can Niceto és un edifici del municipi de Tossa de Mar (Selva). Forma part de l'Inventari del Patrimoni Arquitectònic de Catalunya.

## Descripció
És un edifici entre mitgeres de tres plantes, estructura rectangular i doble vessant a façana. La façana està arrebossada i, a la planta baixa, pintada de color blanc. El primer i segon pis tenen restes de pintura antiga (s.XVIII-XIX) als marcs de les finestres imitant blocs de pedra i en forma de sanefes sota els ampits.
La planta baixa consta de quatre obertures o portes. Hi ha un portal de pedra (granit) amb llinda monolítica horitzontal i pedra tallada, una porta també de llinda horitzontal, més petita i, a les crugies centrals, dues portes emmarcades de pedra nova i recuperada amb llinda de diverses dovelles en forma d'arc rebaixat.
El primer pis conté tres finestres emmarcades de pedra, una d'elles fou adaptada com a balcó durant el segle xix. La barana del balcó és de ferro de forja amb decoració espiral senzilla i està en mal estat de conservació. La finestra del balcó conté a la llinda la data de 1599 en nombres romans (MDLXXXXVIIII). El segon pis conté dues finestres d'obra nova i un ràfec de doble filera amb una de rajola i una de teula.

## Història
Aquesta casa correspon a una restauració dels segles XVI, XIX i XX sobre una casa d'origen medieval. Una de les llindes d'una finestra del primer pis conté la data de 1599, època en què se'n degué produir una de les reformes importants.